# Orero
Orero là một đô thị ở tỉnh Genova thuộc vùng Liguria, nằm ở vị trí cách khoảng 30 km về phía đông của Genova. Tại thời điểm ngày 31 tháng 12 năm 2004, đô thị này có dân số 604 người và diện tích là 15,8 km².
Đô thị Orero có các frazioni (đơn vị cấp dưới, chủ yếu là thôn làng) Orero and Soglio.
Orero giáp các đô thị sau: Cicagna, Coreglia Ligure, Lorsica, Rezzoaglio, San Colombano Certénoli.